# 普雷里鎮區 (愛里荷華州弗里蒙特縣)
普雷里鎮區（英語：Prairie Township）是位於美國愛荷華州弗里蒙特縣的一個行政鎮區。

## 地方資料
根據2010年美國人口普查的數據，普雷里鎮區的面積為77.06平方千米，當中陸地面積為76.51平方千米，而水域面積為0.55平方千米。當地共有人口115人，而人口密度為每平方千米1.49人。